# Referéndum de Grecia de 2015
El referéndum griego de 2015 tuvo lugar el 5 de julio y dio como resultado un rotundo rechazo a las condiciones del rescate propuesto por la Comisión Europea, el Fondo Monetario Internacional y el Banco Central Europeo. El motivo de su celebración fue la imposibilidad de llegar a un acuerdo en las negociaciones entre el gobierno griego de SYRIZA y sus acreedores antes de finales de junio de 2015. El referéndum, que fue el primero desde 1974, y el único en la historia griega moderna que no se refieren a la forma de gobierno, fue anunciado por el primer ministro griego Alexis Tsipras a primera hora del 27 de junio de 2015 y ratificado por el Consejo de los Helenos al día siguiente.

## Historia
En abril de 2015, la idea de la consulta fue planteada por el primer ministro Alexis Tsipras, siendo inmediatamente criticada por el presidente del Eurogrupo, Jeroen Dijsselbloem, entre otros. A pesar de ello, finalmente el gobierno griego anunció el 27 de junio de 2015 la realización del referéndum, inicialmente previsto para principios de julio de 2015, y en el que se consultaría la decisión de aceptar o no la continuación del plan de rescate propuesto por la Cumbre de la Comisión Europea, el BCE y el FMI.
Poco después del anuncio de la consulta, los partidos Nueva Democracia y PASOK respondieron preparando una moción de censura contra el gobierno. En el ámbito internacional también produjo diversas reacciones, en general no muy positivas.
En su primer discurso, Tsipras pidió el voto del «no» a los griegos. Inmediatamente después, el resto de ministros apoyaron claramente el voto en contra de la propuesta. Tanto el partido ANEL, quien forma parte del gobierno de coalición, como el ultraderechista Amanecer Dorado también llamaron a votar "no". En la tarde del día 27, Tsipras llamó claramente al no durante otro discurso dirigido a la nación. También algunas personalidades como los premios en Ciencias Económicas en memoria de Alfred Nobel Paul Krugman y Joseph Stiglitz, ambos estadounidenses, se pronunciaron a favor del no.
Evangelos Venizelos del PASOK, así como To Potami y Nueva Democracia adujeron que el referéndum es inconstitucional, porque la Constitución griega no permite referéndums sobre asuntos fiscales. La Constitución, sin embargo, proporciona dos métodos: uno para "asuntos cruciales para la Nación" (cláusula primera) y un segundo para "proyectos de ley aprobados por el Parlamento que regulan importantes cuestiones sociales, con la excepción de los fiscales"; el referéndum se hace de acuerdo con la primera cláusula. El Partido Comunista de Grecia se posicionó en contra de las dos propuestas y dijo que trataría de cambiar la pregunta del referéndum, de forma que la gente pueda votar no solo contra la propuesta de las instituciones, sino también contra la propuesta del gobierno de SYRIZA.

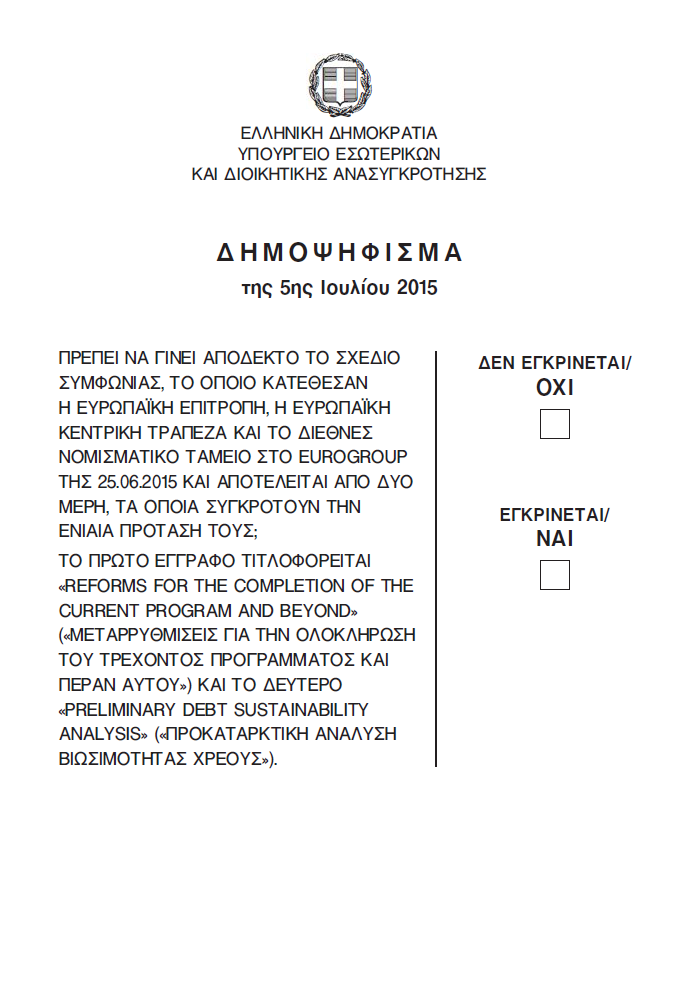
Papeleta que se utilizó en el referéndum (ΟΧΙ = No, ΝΑΙ = Sí)

La votación por parte del parlamento tuvo lugar en la madrugada del 28 de junio de 2015 a fin de votar si se debería celebrar o no el referéndum finalmente. 178 diputados votaron a favor, 120 en contra y dos se abstuvieron, siendo aprobada con los votos a favor de los grupos parlamentarios de SYRIZA, ANEL y Amanecer Dorado. Luego fue aprobado por el Presidente de la República.

## Pregunta
La pregunta que los ciudadanos griegos contestaron trataba sobre la aceptación o no de la continuación de las políticas de austeridad implementadas desde 2010:

Πρέπει να γίνει αποδεκτό το σχέδιο συμφωνίας, το οποίο κατέθεσαν η Ευρωπαϊκή Επιτροπή, η Ευρωπαϊκή Κεντρική Τράπεζα και το Διεθνές Νομισματικό Ταμείο στο Eurogroup της 25.06.2015 και αποτελείται από δύο μέρη, τα οποία συγκροτούν την ενιαία πρότασή τους; 
Το πρώτο έγγραφο τιτλοφορείται «Reforms for the completion of the Current Program and Beyond» («Μεταρρυθμίσεις για την ολοκλήρωση του τρέχοντος προγράμματος και πέραν αυτού») και το δεύτερο «Preliminary Debt sustainability analysis» («Προκαταρκτική ανάλυση βιωσιμότητας χρέους»).
¿Debería ser aceptado el plan de acuerdo presentado por la Comisión Europea, el Banco Central Europeo y el Fondo Monetario Internacional en el Eurogrupo del 25 de junio de 2015, comprendido por dos partes, las cuales constituyen su propuesta conjunta?
El primer documento se titula Reformas para la realización del programa actual y los ulteriores y, el segundo, Análisis preliminar de sostenibilidad de la deuda.

## Encuestas

### Antes del anuncio del referéndum
Varias encuestas fueron realizadas antes del anuncio del referéndum el día 27 de junio (y, por ende, antes de la ruptura de las negociaciones y de que la pregunta definitiva del referéndum fuera anunciada a la opinión pública), basadas en si la gente aceptaría que se llegue a un acuerdo que satisfaciese al gobierno de SYRIZA, y sobre si la gente apoyaba o no un acuerdo con las instituciones de crédito.
| Fecha          | Fuente        | Sí   | No   | NS/NC |
| -------------- | ------------- | ---- | ---- | ----- |
| 24–26 de junio | Kapa Research | 47.2 | 33.0 | 19.8  |

| Fecha          | Fuente | Acuerdo | Ruptura | NS/NC |
| -------------- | ------ | ------- | ------- | ----- |
| 24–26 de junio | Alco   | 57.0    | 29.0    | 14.0  |

### Tras el anuncio del referéndum
| Fecha                  | Fuente                                                                              | Sí         | No         | Indecisos | Ventaja |      |   |      |
| ---------------------- | ----------------------------------------------------------------------------------- | ---------- | ---------- | --------- | ------- | ---- | - | ---- |
| Fecha                  | Fuente                                                                              | 5 de julio | Referéndum | 38.7      | Ventaja | 61.3 | — | 22.6 |
| 5 de julio             | MRB                                                                                 | 48.5       | 51.5       | —         | 3.0     |      |   |      |
| 5 de julio             | Marc                                                                                | 48.0       | 52.0       | —         | 4.0     |      |   |      |
| 5 de julio             | Metron Analysis Archivado el 10 de abril de 2020 en Wayback Machine.                | 46.0       | 49.0       | 5.0       | 3.0     |      |   |      |
| 4-5 de julio           | GPO                                                                                 | 46.0       | 48.5       | 5.5       | 2.5     |      |   |      |
| 4 de julio             | Metron Analysis Archivado el 10 de abril de 2020 en Wayback Machine.                | 46.0       | 50.0       | 4.0       | 4.0     |      |   |      |
| 3 de julio             | Metron Analysis Archivado el 10 de abril de 2020 en Wayback Machine.                | 44.0       | 48.0       | 8.0       | 4.0     |      |   |      |
| 2–3 de julio           | Metron Analysis                                                                     | 46.0       | 47.0       | 7.0       | 1.0     |      |   |      |
| 1–3 de julio           | GPO                                                                                 | 44.1       | 43.7       | 12.2      | 0.4     |      |   |      |
| 1–3 de julio           | Alco                                                                                | 41.7       | 41.1       | 17.2      | 0.6     |      |   |      |
| 30 de junio–3 de julio | Ipsos                                                                               | 44.0       | 43.0       | 13.0      | 1.0     |      |   |      |
| 2 de julio             | PAMAK                                                                               | 42.5       | 43.0       | 14.5      | 0.5     |      |   |      |
| 1–2 de julio           | Metron Analysis                                                                     | 47.0       | 46.0       | 7.0       | 1.0     |      |   |      |
| 30 de junio–2 de julio | Public Issue                                                                        | 42.5       | 43.0       | 14.5      | 0.5     |      |   |      |
| 1 de julio             | PAMAK                                                                               | 44.0       | 45.0       | 11.0      | 1.0     |      |   |      |
| 30 de junio–de julio   | Metron Analysis                                                                     | 44.0       | 47.0       | 9.0       | 3.0     |      |   |      |
| 30 de junio–1 de julio | Alco                                                                                | 41.5       | 40.2       | 18.3      | 1.3     |      |   |      |
| 30 de junio            | PAMAK                                                                               | 40.5       | 44.0       | 15.5      | 3.5     |      |   |      |
| 30 de junio            | Palmos Analysis                                                                     | 37.0       | 51.5       | 11.5      | 14.5    |      |   |      |
| 29–30 de junio         | Metron Analysis                                                                     | 42.0       | 50.0       | 8.0       | 8.0     |      |   |      |
| 29–30 de junio         | ToThePoint                                                                          | 37.0       | 40.2       | 22.8      | 3.2     |      |   |      |
| 29-30 de junio         | ProRata (después del corralito) Archivado el 1 de julio de 2015 en Wayback Machine. | 37.0       | 46.0       | 17.0      | 9.0     |      |   |      |
| 28 de junio            | ProRata (antes del corralito) Archivado el 1 de julio de 2015 en Wayback Machine.   | 30.0       | 57.0       | 13.0      | 27.0    |      |   |      |
| 29 de junio            | PAMAK                                                                               | 37.5       | 47.0       | 15.5      | 19.5    |      |   |      |
| 28–29 de junio         | Metron Analysis                                                                     | 37.0       | 53.0       | 10.0      | 16.0    |      |   |      |
| 28 de junio            | PAMAK                                                                               | 31.0       | 54.0       | 15.0      | 23.0    |      |   |      |
| 27 de junio            | PAMAK                                                                               | 26.5       | 52.0       | 21.5      | 25.5    |      |   |      |

Nota: Esta sección tan solo contiene las encuestas confirmadas tras el anuncio de referéndum. Aquellas que no han sido confirmadas por sus respectivas empresas, no se muestran en la tabla.

## Resultados

Porcentaje favorable al voto "No" por distritos.

El referéndum alcanzó una tasa de participación del 62,50%, similar a la registrada en las elecciones griegas de enero.
| Referéndum sobre la propuesta de la Troika Resultados globales |                      |           |         |
| Opción                                                         | Opción               | Votos     | %       |
|                                                                | Aprobado / SÍ        | 2 245 537 | 38.69 % |
|                                                                | No aprobado / NO     | 3 558 450 | 61.31 % |
|                                                                |                      |           |         |
| Votos válidos                                                  | Votos válidos        | 5 803 987 | 94.20 % |
|                                                                |                      |           |         |
| Votos nulos                                                    | Votos nulos          | 310 812   | 5.04 %  |
| Votos en blanco                                                | Votos en blanco      | 46 341    | 0.75 %  |
| Participación                                                  | Participación        | 6 161 140 | 62.50 % |
| Abstenciones                                                   | Abstenciones         | 3 697 368 | 37.50 % |
| Votantes registrados                                           | Votantes registrados | 9 858 508 |         |
|                                                                |                      |           |         |
| Fuente: Ministerio del Interior de Grecia                      |                      |           |         |

### Resultados por periferia
El NO se impuso en todas las periferias de Grecia:
| Periferia                   | SÍ (%) | NO (%) | Diferencia (%) |
| --------------------------- | ------ | ------ | -------------- |
| Ática                       | 40.30  | 59.70  | 19.40          |
| Creta                       | 30.13  | 69.87  | 39.74          |
| Egeo Meridional             | 36.01  | 63.99  | 27.98          |
| Egeo Septentrional          | 38.69  | 61.31  | 22.61          |
| Epiro                       | 40.82  | 59.18  | 18.36          |
| Grecia Central              | 35.73  | 64.27  | 28.54          |
| Grecia Occidental           | 34.86  | 65.14  | 30.29          |
| Islas Jónicas               | 32.26  | 67.74  | 35.49          |
| Macedonia Central           | 40.09  | 59.91  | 19.82          |
| Macedonia Occidental        | 39.83  | 60.17  | 20.33          |
| Macedonia Oriental y Tracia | 40.20  | 59.80  | 19.60          |
| Peloponeso                  | 42.66  | 57.34  | 14.68          |
| Tesalia                     | 37.71  | 62.29  | 24.57          |
| TOTAL                       | 38.69  | 61.31  | 22.62          |

### Resultados por circunscripción
El NO se impuso en todas las circunscripciones de Grecia:
| Circunscripción  | SÍ (%) | NO (%) | Diferencia (%) |
| ---------------- | ------ | ------ | -------------- |
| Acaya            | 31.80  | 68.20  | 36.40          |
| Arcadia          | 43.57  | 56.43  | 12.86          |
| Argólida         | 42.35  | 57.65  | 15.30          |
| Arta             | 40.03  | 59.97  | 19.94          |
| Atenas A         | 46.79  | 53.21  | 6.42           |
| Atenas B         | 41.94  | 58.06  | 16.12          |
| Ática            | 36.31  | 63.69  | 27.38          |
| Beocia           | 32.57  | 67.43  | 34.86          |
| Calcídica        | 40.85  | 59.15  | 18.30          |
| La Canea         | 26.23  | 73.77  | 47.54          |
| Cefalonia        | 35.43  | 64.57  | 29.14          |
| Cícladas         | 37.27  | 62.73  | 25.46          |
| Corfú            | 28.75  | 71.25  | 42.50          |
| Corintia         | 38.16  | 61.84  | 23.68          |
| Dodecaneso       | 35.16  | 64.84  | 29.68          |
| Drama            | 42.92  | 57.08  | 14.16          |
| Élide            | 35.00  | 65.00  | 30.00          |
| Emacia           | 35.42  | 64.58  | 29.16          |
| Etolia-Acarnania | 39.10  | 60.90  | 21.80          |
| Eubea            | 32.40  | 67.60  | 35.20          |
| Euritania        | 44.11  | 55.89  | 11.78          |
| Evros            | 45.36  | 54.64  | 9.28           |
| Flórina          | 37.11  | 62.89  | 25.78          |
| Fócida           | 42.64  | 57.36  | 14.72          |
| Ftiótide         | 39.89  | 60.11  | 20.22          |
| Grevená          | 45.69  | 54.31  | 8.62           |
| Heraclión        | 29.18  | 70.82  | 41.64          |
| Ioánina          | 40.74  | 59.26  | 18.52          |
| Karditsa         | 39.08  | 60.92  | 21.84          |
| Kastoriá         | 47.64  | 52.36  | 4.72           |
| Kavala           | 41.33  | 58.67  | 17.34          |
| Kilkís           | 42.26  | 57.74  | 15.48          |
| Kozani           | 36.84  | 63.16  | 26.32          |
| Laconia          | 48.83  | 51.17  | 2.34           |
| Lárisa           | 38.16  | 61.84  | 23.68          |
| Lasithi          | 37.26  | 62.74  | 25.48          |
| Lesbos           | 38.62  | 61.38  | 22.76          |
| Léucade          | 41.66  | 58.34  | 16.68          |
| Magnesia         | 33.63  | 66.37  | 32.74          |
| Mesenia          | 43.16  | 56.84  | 13.68          |
| Pella            | 39.21  | 60.79  | 21.58          |
| Piería           | 39.08  | 60.92  | 21.84          |
| El Pireo A       | 40.49  | 59.51  | 19.02          |
| El Pireo B       | 27.49  | 72.51  | 45.02          |
| Préveza          | 41.87  | 58.13  | 16.26          |
| Quíos            | 46.16  | 53.84  | 7.68           |
| Rétino           | 34.67  | 65.33  | 30.66          |
| Ródope           | 36.54  | 63.46  | 26.92          |
| Samos            | 29.69  | 70.31  | 40.52          |
| Serres           | 46.26  | 53.74  | 7.48           |
| Tesalónica A     | 39.08  | 60.92  | 21.84          |
| Tesalónica B     | 40.08  | 59.92  | 19.84          |
| Tesprotia        | 40.96  | 59.04  | 18.08          |
| Tríkala          | 41.33  | 58.67  | 17.34          |
| Xánthi           | 32.11  | 67.89  | 35.78          |
| Zante            | 32.69  | 67.31  | 34.62          |

## Reacciones tras el resultado del referéndum
- El ex primer ministro y, hasta entonces, presidente de Nueva Democracia, Antonis Samarás, dimitió la misma noche del referéndum, cuando ya era oficial la rotunda derrota del SÍ; opción por la que, tanto su partido como él mismo, habían abogado durante la campaña.[20]
- El día siguiente al referéndum, 6 de julio, el ministro de Finanzas, Yanis Varufakis, anunció en su blog su dimisión para facilitar las negociaciones con la troika.[21]